# El rey escorpión 5
The Scorpion King: Book of Souls es una película directamente para video de Aventura y Fantasía estrenada el 23 de octubre de 2018. Es la quinta entrega de la Saga del Rey Escorpión, como secuela de The Scorpion King 4: Quest for Power.

## Sinopsis
El narrador explica que en el Antiguo Egipto, antes de la época de los Faraones, el Rey Memtep hizo un pacto con Anubis, Señor del Inframundo para crear una espada maldita tan poderosa que, quien la poseyera, dominaría el mundo. La espada obtendría su poder al devorar las almas de todos sus enemigos muertos, habiendo sido forjada en los fuegos del infierno por el propio Anubis y los nombres de sus víctimas quedarían para siempre escritos en el Libro de las Almas.
La acción comienza con Nebserek saqueando la tumba mespotámica del Rey Memtep y robando el Colmillo de Anubis (la espada). Khensa captura al herrero Mathayus y asesina al joven Abel. La Princesa Tala, una guerrera nubia, libera al herrero y sana sus heridas con picaduras de escorpiones. 
Ella le cuenta que su difunto padre, Balthazar, Rey de Nubia, le dijo que buscara al legendario Rey Escorpión para que la ayudara a devolver la paz a Egipto. Ella le exige a Mathayus que se le una en su lucha por derrotar a Nebserek y su ejército de chacales. La Sacerdotisa Mennofer advierte a Nebserek que su espada puede ser derrotada por el Libro de las Almas. 
En su camino al Valle de las Trece Lunas, Mathayus y la Princesa Tala son capturados por Uruk, líder de los Flechas Negras, por pasar a través de su territorio. Mathayus desafía a Uruk a cambio de su libertad. Tras derrotar a cinco guerreros y perdonarle la vida a Uruk, ambos continúan su búsqueda de la puerta del Templo de los Pergaminos. La princesa abre la puerta sagrada durante la salida de la Luna, aunque esta se encuentra protegida por un golem llamado Enkidu. 
Una mujer llamada Amina aparece y les explica que Enkidu fue fabricado de barro e insuflado de vida mediante magia, siendo su protector. Ella les confiesa que es el Libro de las Almas y que ella siente y ve a cada persona asesinada por el Colmillo de Anubis. Engañan a Enkidu con fuego y se llevan a Amina con ellos en su búsqueda de la tumba de su padre en Amonesh.
Los tres son atacados en la playa por Harhar y sus soldados chacales. Los matan a todos con la ayuda de Enkidu. Son atacados de nuevo por Khensa en la ciudad. Mientras escapan en bote, Amina ve y siente el asesinato del Rey Tarqa a manos de Nebserek. Tarqa era el hermano de Tala, por lo que ella es ahora la nueva reina. Ella quiere continuar la búsqueda. Encuentran la tumba y dentro una Esfinge, guardiana del conocimiento y mensajera de la verdad. Encuentran la forma de poner fin al poder de la espada, pero son capturados por Khensa.
Mathayus es encadenado y Nebserek se burla de él. Tala y Enkidu son encarcelados juntos. Nebserek habla con Amina, Libro de las Almas y ordena a la sacerdotisa que la queme. Los escorpiones pican a Mathayus y este logra romper sus cadenas. Tala y Enkidu se fugan de la prisión. Uruk y los Flechas Negras atacan y una flecha mata a Mennofer. 
Nebserek y Mathayus luchan entre ellos y Tala y Khensa tienen su propia batalla. Enkidu es apuñalado con el Colmillo de Anubis y cae al fuego. El Rey Escorpión mata a Khensa con el cuchillo del chacal y lanza a Nebaerek al fuego. Mathayus toma la espada del fuego y adopta todo su poder. Amina dice que él sabe lo que hay que hacer para poner fin a la maldad y liberar las almas atrapadas. Se sacrifica y ella y la espada desaparecen en el aire. 
¡El narrador dice que ahora es la era del Rey Escorpión!

## Reparto
- Zach McGowan como Mathayus, el Rey Escorpión - Semidiós de Acad - Herrero.
- Nathan Jones como Enkidu - Protector de Amina.
- Peter Mensah como Nebserek - Rey-Dios de Nubia.
- Mayling Ng como Khensa - Guerrero de Nebserek.
- Pearl Thusi como Tala - Princesa Guerrera - Hija de Balthazar.
- Inge Beckmann como Mennofer - Sacerdotisa de Nebserek.
- Rizelle Januk como Hathor - Soldado de Nebserek.
- Brandon Auret como Chacal caracortada - Guerrero de Nebserek - Segundo de Khensa.
- Howard Charles como Uruk - Hijo de Kali - Líder de los Flechas Negras.
- Katy Louise Saunders como Amina - Libro de las Almas - Hija del Rey Memtep.
- Lesala Mampa como Anubis - Dios del Inframundo.
- Afrika Likho Mgobo como Abel - Amigo de Mathayus.
- Peter Jessop como El Narrador.